# Martin Lukesch
Martin Lukesch (geboren am 10. Februar 1967 in Wien) ist ein österreichischer Sounddesigner, Tonmeister und Medientechniker. Seit 1997 leitet er die Abteilung für Ton- und Medientechnik an der Volksoper Wien und trägt durch innovative Ansätze in der Klanggestaltung maßgeblich zur Weiterentwicklung der Theaterakustik bei.

## Biografie
Martin Lukesch wuchs in Wien auf und kam schon früh mit der Theaterwelt in Berührung, da sein Vater als technischer Direktor an der Volksoper Wien tätig war. Im Jahr 1982, während seiner Schulzeit, besuchte er mit seinem Vater die Akustikabteilung der Wiener Staatsoper, was sein Interesse an Theaterakustik weckte. Dieses Erlebnis prägte seine Überzeugung, dass exzellentes Sounddesign Emotionen lenkt und den Zuschauer unbewusst durch die Aufführung geleitet.
Er absolvierte das Tonmeister-Studium an der Universität für Musik und darstellende Kunst Wien (mdw) sowie ein Studium der Nachrichtentechnik an der Technischen Universität Wien (TU), das er mit dem Titel Diplomingenieur (Dipl.-Ing.) abschloss.

## Karriere
Von 1995 bis 1997 arbeitete Lukesch als Sounddesigner für das Musical „Die Schöne und das Biest“ am Raimundtheater in Wien. 1997 wechselte er an die Volksoper, an der unter seiner Leitung ein innovatives Audiosystem implementiert wurde, das auf Punktschallquellen von KV2 Audio basiert. Dieses System ermöglicht eine präzisere Klanglokalisierung und verbessert die Natürlichkeit des Hörerlebnisses im historischen Saal der Volksoper. Lukesch betont, dass moderne Tontechnik die natürlichen Akustikbedingungen eines Opernhauses ergänzen und nicht überlagern sollte.
Im Jahr 2016 führte er im Rahmen einer Videoreportage des Fachportals „EventElevator“ durch zentrale Bereiche der Abteilung für Ton- und Medientechnik an der Volksoper. Gezeigt werden unter anderem die beiden „Salzbrenner Polaris touch“-Mischpulte, der für Theaterhäuser ungewöhnliche Luftmischraum mit besonders leistungsstarken Subwoofern, das erwähnte Lautsprechersystem mit Punktschallquellen von KV2 Audio sowie der komplexe Ablauf im Repertoirebetrieb. Als Beispiel diente die damalige Produktion des Broadway-Musicals „Der Mann von La Mancha“, bei der das Orchester nicht im Graben, sondern auf der versenkbaren Drehbühne hinter den Darstellenden positioniert war.
Im März 2025 veröffentlichte die NYC Daily Post einen Artikel über Lukeschs Arbeit, in dem seine innovativen Ansätze und deren Einfluss auf das Klangerlebnis an der Volksoper Wien hervorgehoben wurden.
Als Vizepräsident des Österreichischen Verbandes der Ton- und Musikgestalter (ÖTMV) engagiert sich Lukesch für die Weiterentwicklung des Berufsstandes und fördert den Austausch zwischen Technik und künstlerischer Praxis. Seine Arbeit wird in Fachkreisen als beispielhaft für die Verbindung von technologischer Innovation und künstlerischer Sensibilität angesehen.